# ジャック・デュポン
ジャック・デュポン（Jacques Dupont、1928年6月19日 - 2019年11月4日）は、フランス・レザ＝シュル＝レーズ出身の元自転車競技選手。

## 略歴
- 1948年
  - ロンドンオリンピック
    -  1kmタイムトライアル 優勝
    -  団体ロードレース 3位

  -  フランス選手権 アマ個人追い抜き 優勝
- 1949年 -  フランス選手権 アマ個人追い抜き 優勝
- 1950年 - プロ転向。
- 1951年 - パリ〜ツール 優勝
- 1954年 -  フランス選手権 個人ロードレース 優勝
- 1955年 - パリ〜ツール 優勝
- 1956年 -  ドーフィネ・リベレ 区間1勝(第1)
- 1960年 - 引退。
- 2019年11月4日 - 逝去[1]。91歳没。